# Chatenay-Mâcheron
Chatenay-Mâcheron is een gemeente in het Franse departement Haute-Marne (regio Grand Est) en telt 114 inwoners (2009). De plaats maakt deel uit van het arrondissement Langres.

## Geografie
De oppervlakte van Chatenay-Mâcheron bedraagt 6,1 km², de bevolkingsdichtheid is dus 18,7 inwoners per km².
De onderstaande kaart toont de ligging van Chatenay-Mâcheron met de belangrijkste infrastructuur en aangrenzende gemeenten.

## Demografie
Onderstaande figuur toont het verloop van het inwonertal (bron: INSEE-tellingen).